# Den nezávislosti černochů

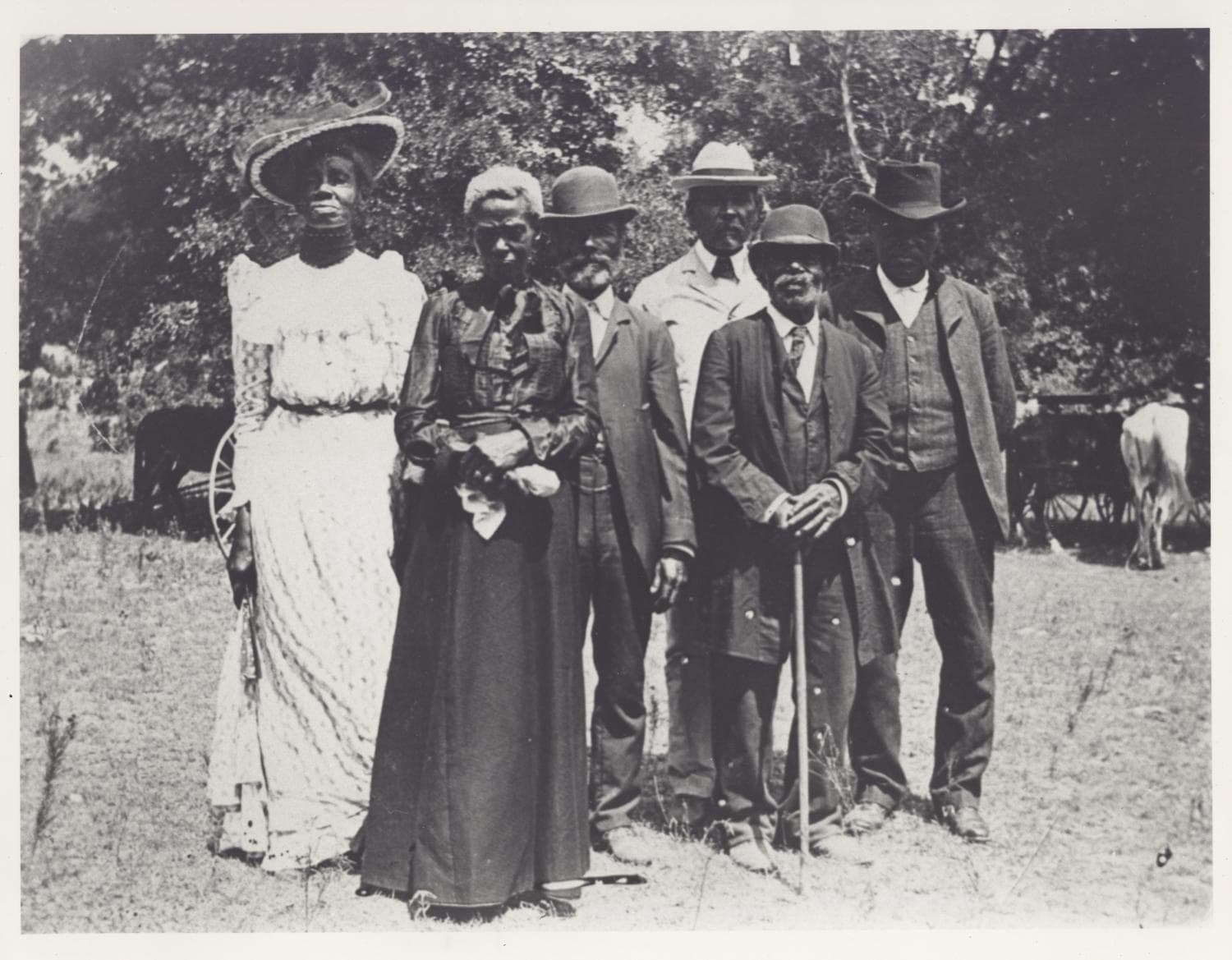
Fotografie z Oslav Dne emancipace z roku 1900 v Texasu

Den nezávislosti černochů čili Juneteenth (oficiálně Juneteenth National Independence Day, také označovaný jako Jubilee Day, Emancipation Day, Freedom Day a Black Independence Day) je federální svátek ve Spojených státech připadající na 19. června a připomínající osvobození afroamerických otroků v důsledku americké občanské války. Zároveň jde o oslavu afroamerické kultury. Jako federální svátek ho 17. června 2021 vyhlásil prezident Joe Biden zákonem Juneteenth National Independence Day Act. Původem je tento svátek z Galvestonu ve státě Texas, což byl poslední stát Konfederace, kde otroctví ještě přežívalo. Zde byl 19. června 1865 vyhlášen generální rozkaz č. 3 unijního generála Gordona Grangera, který dal otrokům v Texasu svobodu.